# Традиционална култура Срба у Српској крајини и у Хрватској
Традиционална култура Срба у Српској крајини и у Хрватској је назив изложбе коју је 2000. године припремио и поставио Етнографски музеј у Београду те наслов студијског каталога који је пратио ту изложбу и који је објављен на 216 страница формата 21 x 21 цм у тиражу од 500 примјерака.

## Изложба
Изложба је организована ради упознавања шире јавности с традиционалном баштином као и његовањем и чувањем културног и националног идентитета Срба из Далмације, Лике, Горског котара, Кордуна, Баније, Жумберка, Славоније, западног Срема и Барање.
На изложби је приказан етнографски материјал из 19. и 20. стољећа који освјетљава привредне одлике, развој кућа и становања, карактеристике текстилне радиности и одијевања, као и нека изразита друштвена и духовна обиљежја. Изложени материјал не пружа само слику народног живота и културе у 19. и 20. стољећу, него документовано указује на вишестољетно постојање и културу Срба на простору Хрватске.

## Каталог
У студијском каталогу, с мноштвом цртежа те црнобијелих и фотографија у боји, објављени су сљедећи текстови: 
- др. Ђорђе Јанковић: "Средњовјековна култура Срба на граници према западној Европи",
- Андреј Вујновић: "Кратак преглед историје Срба на подручју данашње Републике Хрватске",
- мр Слободан Милеуснић: "Кратак преглед историје Српске православне цркве на тлу Крајине и Хрватске",
- др. Јован Илић: "Број и територијални размештај Срба у Српској крајини и Хрватској. Изгон Срба из тих простора",
- Велибор Стојаковић: "Одлике традиционалне привреде код Срба у Хрватској, Славонији и Далмацији од краја XВИИИ до почетка XX века",
- Зоран Родић: "Развој куће и становања на српским етничким просторима у Крајини и Хрватској",
- др. Братислава Владић-Крстић: "текстилна радиност Срба у Српској крајини и Хрватској",
- Вјера Медић: "Српска народна ношња у Далмацији, Лици, банији и Кордуну",
- Вера Шарац-Момчиловић: "Српске народне ношње у Славонији, Барањи и западном Срему",
- мр. Славица Гароња-Радованац: "Народна књижевност Срба са Војне крајине / Срба из Хрватске".

Изложбу су припремили др. Бранислава Владић-Крстић, Зора Родић, Велибор Стојаковић, Вера Момчиловић-Шарац и Вјера Медић, док је студијски каталог уредила Јасна Бјеладиновић-Јергић

## Слике из Барање
У каталогу су објављене и четири фотографије из Барање:
- "Ступа и трлица за лан и конопљу; Кнежеви Виногради - Бели Манастир (Барања); 1929. година Фото: П. Ж. Петровић" (стр. 102)
- "Ћилим иверани; Барања; XИX век" (138)
- "Момачка ношња из Поповца; Бели Манастир, Барања; инв. бр. 15114" (стр. 187)
- "Женска ношња из Поповца; Бели Манастир, Барања; 1935. година; снимио М. С. Влаховић, инв. бр. 15116." (стр. 194)